# Juliane Marie Schreiber
Juliane Marie Schreiber (* 3. Mai 1990 in Ost-Berlin) ist eine deutsche Politologin, Publizistin und Autorin.

## Leben

### Ausbildung
Juliane Marie Schreiber studierte Politikwissenschaften und Soziologie an der Humboldt-Universität zu Berlin sowie an der Sciences Po Paris (Paris School of International Affairs).
Sie schloss das Studium mit einer Masterarbeit bei Herfried Münkler über asymmetrische Kriegsführung und die Terrormiliz Islamischer Staat ab. Bilder als Waffen. Die ikonische Ästhetisierung der neuen Kriege wurde mit dem Aquila-Ascendens-Nachwuchspreis für Sicherheitspolitik ausgezeichnet.

### Privates
Sie ist mit dem Philosophen Philipp Hübl verheiratet und lebt in Berlin. Das Paar hat eine gemeinsame Tochter. 
Der Rudertrainer Theodor Körner ist ihr Großvater.

## Arbeit
Schreiber publiziert in Medien wie ZDFheute, Philosophie Magazin, SZ-Magazin, Die Zeit, der Freitag, Die Welt und Übermedien.
Ab 2015 gehörte sie zur Redaktion von Jung & Naiv, von 2017 bis 2019 hatte sie ein eigenes Interview-Format „Jung & Naiv – Schreiber Edition“ (Gäste u.a: Gregor Gysi, Omid Nouripour, Naika Foroutan). Sie arbeitet als freie Redenschreiberin, u. a. für Stiftungen und im Bundestag. Als Speakerin war sie u. a. Gast auf Panels der LMU München, Tincon und dem Z2X22 Festival von Die Zeit.
2018 veröffentlichte sie Bilder als Waffen im Tectum Verlag (Nomos) mit einem Geleitwort von Herfried Münkler.
Im März 2022 erschien ihre Gesellschaftskritik Ich möchte lieber nicht. Eine Rebellion gegen den Terror des Positiven im Piper Verlag. Das Sachbuch stand auf Platz 4 der Spiegel-Bestsellerliste sowie drei Monate auf der Sachbuchbestenliste von Zeit, ZDF und Deutschlandfunk.
Der Philosoph Slavoj Zizek unterstützte ihr Buch mit dem Blurb „Die Wahrheit tut weh, darum wird Schreibers Buch Sie nicht glücklich machen. Aber es wird Sie zum Denken bringen, und das ist das Einzige, was heute zählt.“

## Positionen
Schreiber kritisiert, dass der Terminus Eigenverantwortung häufig als „Kampfbegriff verwendet wird, um wachsende soziale Ungleichheit dem Einzelnen in die Schuhe zu schieben.“ Das oft mit dem Konzept der Eigenverantwortung verbundene positive Denken sei „somit auch politisch“, da es den Status quo stabilisiere.

## Engagement
Schreiber unterstützt die Kabul-Luftbrücke.

## Auszeichnungen
- Aquila-Ascendens-Nachwuchspreis für Sicherheitspolitik 2019[15]
- Sachbuch-Bestenliste von Zeit, ZDF, Deutschlandfunk von April bis Juni 2022[9][10][11]

## Publikationen
- Bilder als Waffen. Die ikonische Ästhetisierung der neuen Kriege. Tectum Verlag, Baden-Baden 2018, ISBN 978-3-8288-4195-6.
- Ich möchte lieber nicht. Eine Rebellion gegen den Terror des Positiven. Piper, München 2022, ISBN 978-3-492-06284-8.